# Frasso Telesino
Frasso Telesino est une commune italienne de la province de Bénévent dans la région Campanie en Italie.

## Administration
| Période                                  | Période | Identité | Étiquette | Qualité |
| ---------------------------------------- | ------- | -------- | --------- | ------- |
|                                          |         |          |           |         |
| Les données manquantes sont à compléter. |         |          |           |         |

### Hameaux
Nansignano

### Communes limitrophes
Cautano, Dugenta, Melizzano, Sant'Agata de' Goti, Solopaca, Tocco Caudio, Vitulano